# 丁丑下城
丁丑下城指的是大明崇禎十年（1637年）正月三十朝鮮仁祖向清太宗皇太極投降的事件。因1637年是丁丑年，故而得名。今日韓國人將此次事件看作國恥，稱之為「三田渡之屈辱」。

## 背景
1636年，清太宗親率12萬大軍入侵朝鮮，是為丙子胡亂。朝鮮仁祖不能敵，逃往南漢山城。隨即清太宗率兵包圍了南漢山城。在數次交涉之後，朝鮮仁祖於翌年正月三十穿青衣出城投降，到達三田渡（今首爾松坡區三田渡），向清太宗行三跪九叩之禮。

## 协定
在清朝的壓力下，朝鮮被迫同意如下要求：
- 朝鮮成為清朝的藩屬國。
- 朝鮮斷絕與原宗主國明朝的關係。
- 朝鮮仁祖王世子李𣳫、次子鳳林大君李淏赴入京當人質。
- 朝鮮應向清朝朝貢。每年黄金百两、白银千两、水牛角二百对、貂皮百张、鹿皮百张、茶千包、水獭皮四百张、青黍皮三百张、胡椒十斗、腰刀二十六口、顺刀二十口、苏木二百斤、大纸千卷、小纸千五百卷、五爪龙席四领、花席四十领、白苎布二百疋、绵绸二千疋、细麻布四百疋、细布万疋、布四千疋、米万包。
- 清朝攻打明軍駐紮的皮岛時，朝鮮應該出兵、出戰船五十艘協助。
- 清朝禁止朝鮮大量修建城堡等防禦工事。

## 影响
朝鮮此後親明的主戰派官員全都失勢，大清要求朝鮮交出親明派官員，仁祖便張榜要求親明派官員自首；洪翼漢、尹集和吳達濟（史称三学士）應徵，被滿人押赴盛京（今瀋陽）處決。但仁祖仍對大清非常反感，金尚憲和沈器遠等高官都還是受到仁祖的庇護。
朝鮮在1639年於三田渡建立頌揚清太宗的大清皇帝功德碑，此後又建立迎恩門來接待大清使者。